# Алфа (слово)
Алфа (велико слово Α, мало слово α; грч. άλφα []) прво је слово грчког алфабета. У систему грчких бројева има вредност 1. Изведено је из феничанског слова алеф . Слова која су настала из слова алфа укључују латиничко A и ћириличко А.
У српском језику слово алфа се преноси као глас А ( — аеродромио] — „аеродром“).

## Употреба

### Грчки језик
У античком грчком, слово алфа је било изговарано кратко и дугачко. Тамо где постоји двосмисленост, дугачко и кратко алфа могу бити написани као: Ᾱᾱ, Ᾰᾰ.
- ὥρα =  — „време"
- γλῶσσα =  — „језик"

У савременом грчком, дужина самогласника је изгубљена, и све инстанце слова алфа се представљају кратким А.

## Рачунарско кодирање карактера
- Грчко алфа / Коптско алфа[1]

| Знак                      | Α                          | Α                          | α                        | α                        | Ⲁ                          | Ⲁ                          | ⲁ                        | ⲁ                        |
| ------------------------- | -------------------------- | -------------------------- | ------------------------ | ------------------------ | -------------------------- | -------------------------- | ------------------------ | ------------------------ |
| Назив у Уникоду           | GREEK CAPITAL LETTER ALPHA | GREEK CAPITAL LETTER ALPHA | GREEK SMALL LETTER ALPHA | GREEK SMALL LETTER ALPHA | COPTIC CAPITAL LETTER ALFA | COPTIC CAPITAL LETTER ALFA | COPTIC SMALL LETTER ALFA | COPTIC SMALL LETTER ALFA |
| Врста кодирања            | децимална                  | хексадецимална             | децимална                | хексадецимална           | децимална                  | хексадецимална             | децимална                | хексадецимална           |
| Уникод                    | 913                        | U+0391                     | 945                      | U+03B1                   | 11392                      | U+2C80                     | 11393                    | U+2C81                   |
| UTF-8                     | 206 145                    | CE 91                      | 206 177                  | CE B1                    | 226 178 128                | E2 B2 80                   | 226 178 129              | E2 B2 81                 |
| Нумеричка референца знака | &#913;                     | &#x391;                    | &#945;                   | &#x3B1;                  | &#11392;                   | &#x2C80;                   | &#11393;                 | &#x2C81;                 |
| Нумеричка референца знака | &Alpha;                    | &Alpha;                    | &alpha;                  | &alpha;                  |                            |                            |                          |                          |
| CP 437                    |                            |                            | 224                      | E0                       |                            |                            |                          |                          |
| DOS Greek                 | 128                        | 80                         | 152                      | 98                       |                            |                            |                          |                          |
| DOS Greek-2               | 164                        | A4                         | 214                      | D6                       |                            |                            |                          |                          |
| Windows 1253              | 193                        | C1                         | 225                      | E1                       |                            |                            |                          |                          |
| TeX                       |                            |                            | \alpha                   | \alpha                   |                            |                            |                          |                          |

- Латиничко / ИПА алфа

| Знак                      | ɑ                        | ɑ                        | ɒ                               | ɒ                               | ᶐ                                            | ᶐ                                            | ᵅ                           | ᵅ                           | ᶛ                                  | ᶛ                                  |
| ------------------------- | ------------------------ | ------------------------ | ------------------------------- | ------------------------------- | -------------------------------------------- | -------------------------------------------- | --------------------------- | --------------------------- | ---------------------------------- | ---------------------------------- |
| Назив у Уникоду           | LATIN SMALL LETTER ALPHA | LATIN SMALL LETTER ALPHA | LATIN SMALL LETTER TURNED ALPHA | LATIN SMALL LETTER TURNED ALPHA | LATIN SMALL LETTER ALPHA WITH RETROFLEX HOOK | LATIN SMALL LETTER ALPHA WITH RETROFLEX HOOK | MODIFIER LETTER SMALL ALPHA | MODIFIER LETTER SMALL ALPHA | MODIFIER LETTER SMALL TURNED ALPHA | MODIFIER LETTER SMALL TURNED ALPHA |
| Врста кодирања            | децимална                | хексадецимална           | децимална                       | хексадецимална                  | децимална                                    | хексадецимална                               | децимална                   | хексадецимална              | децимална                          | хексадецимална                     |
| Уникод                    | 593                      | U+0251                   | 594                             | U+0252                          | 7568                                         | U+1D90                                       | 7493                        | U+1D45                      | 7579                               | U+1D9B                             |
| UTF-8                     | 201 145                  | C9 91                    | 201 146                         | C9 92                           | 225 182 144                                  | E1 B6 90                                     | 225 181 133                 | E1 B5 85                    | 225 182 155                        | E1 B6 9B                           |
| Нумеричка референца знака | &#593;                   | &#x251;                  | &#594;                          | &#x252;                         | &#7568;                                      | &#x1D90;                                     | &#7493;                     | &#x1D45;                    | &#7579;                            | &#x1D9B;                           |

- Математичко / Техничко алфа

| Знак                      | ⍺                           | ⍺                           | ⍶                                    | ⍶                                    | 𝚨                               | 𝚨                               | 𝛂                             | 𝛂                             | 𝛢                                 | 𝛢                                 | 𝛼                               | 𝛼                               |
| ------------------------- | --------------------------- | --------------------------- | ------------------------------------ | ------------------------------------ | ------------------------------- | ------------------------------- | ----------------------------- | ----------------------------- | --------------------------------- | --------------------------------- | ------------------------------- | ------------------------------- |
| Назив у Уникоду           | APL FUNCTIONAL SYMBOL ALPHA | APL FUNCTIONAL SYMBOL ALPHA | APL FUNCTIONAL SYMBOL ALPHA UNDERBAR | APL FUNCTIONAL SYMBOL ALPHA UNDERBAR | MATHEMATICAL BOLD CAPITAL ALPHA | MATHEMATICAL BOLD CAPITAL ALPHA | MATHEMATICAL BOLD SMALL ALPHA | MATHEMATICAL BOLD SMALL ALPHA | MATHEMATICAL ITALIC CAPITAL ALPHA | MATHEMATICAL ITALIC CAPITAL ALPHA | MATHEMATICAL ITALIC SMALL ALPHA | MATHEMATICAL ITALIC SMALL ALPHA |
| Врста кодирања            | децимална                   | хексадецимална              | децимална                            | хексадецимална                       | децимална                       | хексадецимална                  | децимална                     | хексадецимална                | децимална                         | хексадецимална                    | децимална                       | хексадецимална                  |
| Уникод                    | 9082                        | U+237A                      | 9078                                 | U+2376                               | 120488                          | U+1D6A8                         | 120514                        | U+1D6C2                       | 120546                            | U+1D6E2                           | 120572                          | U+1D6FC                         |
| UTF-8                     | 226 141 186                 | E2 8D BA                    | 226 141 182                          | E2 8D B6                             | 240 157 154 168                 | F0 9D 9A A8                     | 240 157 155 130               | F0 9D 9B 82                   | 240 157 155 162                   | F0 9D 9B A2                       | 240 157 155 188                 | F0 9D 9B BC                     |
| UTF-16                    | 9082                        | 237A                        | 9078                                 | 2376                                 | 55349 57000                     | D835 DEA8                       | 55349 57026                   | D835 DEC2                     | 55349 57058                       | D835 DEE2                         | 55349 57084                     | D835 DEFC                       |
| Нумеричка референца знака | &#9082;                     | &#x237A;                    | &#9078;                              | &#x2376;                             | &#120488;                       | &#x1D6A8;                       | &#120514;                     | &#x1D6C2;                     | &#120546;                         | &#x1D6E2;                         | &#120572;                       | &#x1D6FC;                       |

| Знак                      | 𝜜                                      | 𝜜                                      | 𝜶                                    | 𝜶                                    | 𝝖                                          | 𝝖                                          | 𝝰                                        | 𝝰                                        | 𝞐                                                 | 𝞐                                                 | 𝞪                                               | 𝞪                                               |
| ------------------------- | -------------------------------------- | -------------------------------------- | ------------------------------------ | ------------------------------------ | ------------------------------------------ | ------------------------------------------ | ---------------------------------------- | ---------------------------------------- | ------------------------------------------------- | ------------------------------------------------- | ----------------------------------------------- | ----------------------------------------------- |
| Назив у Уникоду           | MATHEMATICAL BOLD ITALIC CAPITAL ALPHA | MATHEMATICAL BOLD ITALIC CAPITAL ALPHA | MATHEMATICAL BOLD ITALIC SMALL ALPHA | MATHEMATICAL BOLD ITALIC SMALL ALPHA | MATHEMATICAL SANS-SERIF BOLD CAPITAL ALPHA | MATHEMATICAL SANS-SERIF BOLD CAPITAL ALPHA | MATHEMATICAL SANS-SERIF BOLD SMALL ALPHA | MATHEMATICAL SANS-SERIF BOLD SMALL ALPHA | MATHEMATICAL SANS-SERIF BOLD ITALIC CAPITAL ALPHA | MATHEMATICAL SANS-SERIF BOLD ITALIC CAPITAL ALPHA | MATHEMATICAL SANS-SERIF BOLD ITALIC SMALL ALPHA | MATHEMATICAL SANS-SERIF BOLD ITALIC SMALL ALPHA |
| Врста кодирања            | децимална                              | хексадецимална                         | децимална                            | хексадецимална                       | децимална                                  | хексадецимална                             | децимална                                | хексадецимална                           | децимална                                         | хексадецимална                                    | децимална                                       | хексадецимална                                  |
| Уникод                    | 120604                                 | U+1D71C                                | 120630                               | U+1D736                              | 120662                                     | U+1D756                                    | 120688                                   | U+1D770                                  | 120720                                            | U+1D790                                           | 120746                                          | U+1D7AA                                         |
| UTF-8                     | 240 157 156 156                        | F0 9D 9C 9C                            | 240 157 156 182                      | F0 9D 9C B6                          | 240 157 157 150                            | F0 9D 9D 96                                | 240 157 157 176                          | F0 9D 9D B0                              | 240 157 158 144                                   | F0 9D 9E 90                                       | 240 157 158 170                                 | F0 9D 9E AA                                     |
| UTF-16                    | 55349 57116                            | D835 DF1C                              | 55349 57142                          | D835 DF36                            | 55349 57174                                | D835 DF56                                  | 55349 57200                              | D835 DF70                                | 55349 57232                                       | D835 DF90                                         | 55349 57258                                     | D835 DFAA                                       |
| Нумеричка референца знака | &#120604;                              | &#x1D71C;                              | &#120630;                            | &#x1D736;                            | &#120662;                                  | &#x1D756;                                  | &#120688;                                | &#x1D770;                                | &#120720;                                         | &#x1D790;                                         | &#120746;                                       | &#x1D7AA;                                       |